# Força Sindical Angolana – Central Sindical
A Força Sindical Angolana – Central Sindical (FSA-CS) é uma central sindical que opera em Angola. Foi constituída em 20 de fevereiro de 2004 e teve seus estatutos aprovados em 7 de maio de 2007.
Ao lado da União Nacional dos Trabalhadores Angolanos (UNTA) e da Central Geral de Sindicatos Independentes e Livres de Angola (CGSILA), foi uma das três centrais sindicais que sustentaram as três greves gerais nacionais entre março e junho de 2024.
É filiada à Federação Sindical Mundial (FSM).